# Newark, Kalifornien
Newark är en stad i Alameda County i Kalifornien i USA. Staden tillkom som stad i september 1955. Newark är helt omgiven av staden Fremont. Befolkningen var 42 573 år 2010. 